# Musée historique et d'histoire locale d'Ivankiv
Le musée d'histoire locale d'Ivankiv (en ukrainien : Іванківський історико-краєзнавчий музей) est un musée localisé à Ivankiv, situé dans l'oblast de Kiev en Ukraine, détruit lors de l'invasion de l'Ukraine par la Russie en 2022.

## Histoire
Le musée ouvre le 21 février 1981, à l'emplacement d'un site médiéval daté du Xe siècle-XIIIe siècle.
De 2016 à 2018, le musée fait l'objet d'un réaménagement.
Le musée est victime d'un incendie le 27 février 2022, détruisant au moins vingt-cinq toiles de Maria Primatchenko, artiste peintre ukrainienne, représentante de l'art naïf. Il aurait été incendié volontairement par les forces armées russes dans le cadre de la bataille d'Ivankiv.

## Collection
La collection comprend avant l'invasion de 2022 environ 25 toiles de Maria Primatchenko, « fleuron et (...) fierté du musée ». En outre, le musée conserve des tissus réalisés par la brodeuse Hanna Veres et également par sa fille Valentina, ainsi qu'une collection archéologique.
Le musée possède plusieurs expositions sur la catastrophe de Tchernobyl, l'Afghanistan et également la Seconde Guerre mondiale.